# タミル・ナードゥ州の県
インド南部のタミル・ナードゥ州には38の県が設置されている。元のタミル語ではமாவட்டம்（マーヴァッタム）と言い、直訳すれば「大円」である。日本語である地点を中心とした広い地域を「一円」と呼ぶ時の「円」と、同じ発想である。英語では district と訳される。
県は、二通りの地域区分を有している。一つは郡（வட்டம்：ヴァッタム；直訳すれば「円」；taluk）であり、もう一つは区（block）である。
また、それらとは別個に、都市は市（municipality）として区別される。その中でも大都市は政令指定都市（மாநகரம்：マーナガラム；「大都市」）とされ、自治体組織（மாநகராட்சி：マーナガラークシ；「大都市政庁」；municipal corporation）を有している。現在の政令指定都市は、チェンナイ・コーヤンブットゥール・マドゥライ・ティルネルヴェーリ・ティルッチラーッパッリ・セーラムの6市である。

## 現状
タミル・ナードゥは、以下のように、38の県に区分されている。最新の情報は、英語版List of districts of Tamil Naduを参照されたい。
| タミル・ナードゥ州の県 | 1. チェンナイ県(சென்னை) 2. ティルヴァッルール県(திருவள்ளூர்) 3. ヴェールール県(வேலூர்) 4. クリシュナギリ県(கிருஷ்ணகிரி) 5. カーンチプラム県(காஞ்சிபுரம்) 6. ティルヴァンナーマライ県(திருவண்ணாமலை) 7. ダルマプリ県(தர்மபுரி) 8. ヴィリュップラム県(விழுப்புரம்) 9. セーラム県(சேலம்) 10. カダルール県(கடலூர்) 11. ペランバルール県(பெரம்பலூர்) 12. ティルッチラーッパッリ県(திருச்சிராப்பள்ளி) 13. ナーマッカル県(நாமக்கல்) 14. カルール県(கரூர்) 15. イーロードゥ県(ஈரோடு) 16. コーヤンブットゥール県(கோயம்புத்தூர்) 17. ニーラギリ県(நீலகிரி) 18. ナーガッパッティナム県(நாகப்பட்டினம்) 19. ティルヴァールール県(திருவாரூர்) 20. タンジャーヴール県(தஞ்சாவூர்) 21. プドゥッコーッタイ県(புதுக்கோட்டை) 22. ティンドゥッカル県(திண்டுக்கல்) 23. シヴァガンガイ県(சிவகங்கை) 24. マドゥライ県(மதுரை) 25. テーニ県(தேனி) 26. ラーマナータプラム県(இராமநாதபுரம்) 27. ヴィルドゥナガル県(விருதுநகர்) 28. トゥーットゥックディ県(தூத்துக்குடி) 29. ティルネルヴェーリ県(திருநெல்வேலி) 30. カンニヤークマリ県(கன்னியாகுமரி) |

【五十音順】
- イーロードゥ県 → 15
- ヴィリュップラム県 → 8
- ヴィルドゥナガル県 → 27
- ヴェールール県 → 3
- カーンチプラム県 → 5
- カダルール県 → 10
- カルール県 → 14
- カンニヤークマリ県 → 30
- クリシュナギリ県 → 4
- コーヤンブットゥール県 → 16

- シヴァガンガイ県 → 23
- セーラム県 → 9
- タンジャーヴール県 → 20
- ダルマプリ県 → 7
- チェンナイ県 → 1
- ティルヴァールール県 → 19
- ティルヴァッルール県 → 2
- ティルヴァンナーマライ県 → 6
- ティルッチラーッパッリ県 → 12
- ティルネルヴェーリ県 → 29

- ティンドゥッカル県 → 22
- テーニ県 → 25
- トゥーットゥックディ県 → 28
- ナーガッパッティナム県 → 18
- ナーマッカル県 → 13
- ニーラギリ県 → 17
- プドゥッコーッタイ県 → 21
- ペランバルール県 → 11
- マドゥライ県 → 24
- ラーマナータプラム県 → 26

【英訳のアルファベット順】
- Chennai district：チェンナイ県 → 1
- Coimbatore district：コーヤンブットゥール県 → 16
- Cuddalore district：カダルール県 → 10
- Dharmapuri district：ダルマプリ県 → 7
- Dindigul district：ティンドゥッカル県 → 22
- Erode district：イーロードゥ県 → 15
- Kanchipuram district：カーンチプラム県 → 5
- Kanyakumari district：カンニヤークマリ県 → 30
- Karur district：カルール県 → 14
- Krishnagiri district：クリシュナギリ県 → 4
- Madurai district：マドゥライ県 → 24
- Nagapattinam district：ナーガッパッティナム県 → 18
- Namakkal district：ナーマッカル県 → 13
- Perambalur district：ペランバルール県 → 11
- Pudukkottai district：プドゥッコーッタイ県 → 21

- Ramanathapuram district：ラーマナータプラム県 → 26
- Salem district：セーラム県 → 9
- Sivaganga district：シヴァガンガイ県 → 23
- Thanjavur：タンジャーヴール県 → 20
- The Nilgiris：ニーラギリ県 → 17
- Theni district：テーニ県 → 25
- Thoothukudi district：トゥーットゥックディ県 → 28
- Tiruchirapalli district：ティルッチラーッパッリ県 → 12
- Tirunelveli district：ティルネルヴェーリ県 → 29
- Thiruvallur district：ティルヴァッルール県 → 2
- Tiruvannamalai district：ティルヴァンナーマライ県 → 6
- Tiruvarur district：ティルヴァールール県 → 19
- Vellore district：ヴェールール県 → 3
- Viluppuram district：ヴィリュップラム県 → 8
- Virudhunagar district：ヴィルドゥナガル県 → 27

## 歴史
1947年のインドの独立と同時に、英国統治下のマドラス管区とサンドゥール藩王国・バンガナパッリ藩王国・プドゥッコーッタイ藩王国はマドラス州となった。1953年にはマドラス州の北部11県がアーンドラ・プラデーシュ州として分離し、1956年にはマドラス州からダクシナ・カンナダ県がマイソール州に、マラバール県がケーララ州にそれぞれ編入され、カンニヤークマリ県がティルヴィターンクール・コッチ州からマドラス州に編入された。これ以降、マドラス州とその後身であるタミル・ナードゥ州の州境は変化していない。
1968年、マドラス州は州名をタミル・ナードゥ州とし、州名変更時は14県であった。
- カンニヤークマリ県
- コーヤンブットゥール県
- サウス・アールカードゥ県
- セーラム県
- タンジャーヴール県

- ダルマプリ県
- チェンガルパットゥ県
- ティルッチラーッパッリ県
- ティルネルヴェーリ県
- ニーラギリ県

- ノース・アールカードゥ県
- マドラス県
- マドゥライ県
- ラーマナータプラム県

- 1974年1月14日：ティルッチラーッパッリ県とタンジャーヴール県との一部が、プドゥッコーッタイ県となる。
- 1979年8月31日：コーヤンブットゥール県からペリヤール県が分離する。
- 1981年：タンジャーヴール県からナーガッパッティナム県が分離する。
- 1985年3月8日：ラーマナータプラム県からカーマラージャル県とパスンポン・ムドゥラーマリンガ・デーヴァル県が分離する。
- 1985年9月15日：マドゥライ県からティンドゥッカル県が分離する。
- 1986年：ティルネルヴェーリ県が、チダンバラナール県とネッライ・カッタポンマーン県とに分かれる。ネッライ・カッタポンマーン県は後にティルネルヴェーリ・カッタポンマーン県となる。
- 1989年9月30日：ノース・アールカードゥ県が、ティルヴァンナーマライ・サンブヴァラーヤル県とノース・アールカードゥ・アンベードカル県とに分かれる
- 1993年9月30日：サウス・アールカードゥ県が、カダルール県とヴィリュップラム県とに分かれる。
- 1995年11月1日：ティルッチラーッパッリ県からカルール県とペランバルール県が分離する。
- 1996年：多くの県名が変更される。
  - カーマラージャル県がヴィルドゥナガル県になる。
  - マドラス県がチェンナイ県になる。
  - パスンポン・ムドゥラーマリンガ・デーヴァル県がシヴァガンガイ県になる。
  - ペリヤール県がイーロードゥ県になる。
  - チダンバラナール県がトゥディッコーリン県になり、後にティルネルヴェーリ県に改称する。
  - ティルネルヴェーリ・カッタポンマーン県がティルネルヴェーリ県になる。
  - ティルヴァンナーマライ・サンブヴァラーヤル県がティルヴァンナーマライ県になる。
  - ノース・アールカードゥ・アンベードカル県がヴェールール県になる。
- 1997年1月1日
  - セーラム県からナーマッカル県が分離する。
  - マドゥライ県からテーニ県が分離する。
  - ナーガッパッティナム県からティルヴァールール県が分離する。
- 1999年：チェンガルパットゥ県がカーンチプラム県とティルヴァッルール県とに分かれる。
- 2000年：ペランバルール県からアリヤルール県が分離する。
- 2003年：ペランバルール県とアリヤルール県とが再合併する。
- 2004年：ダルマプリ県からクリシュナギリ県が分離する。

## 県自治体
各県は、県長官（英語で District Collector と訳される）を筆頭とした行政機関（英語では collectorate あるいは administration と訳される）を有する。

### 各県の公式サイト
- チェンナイ県公式サイト （英語）
- イーロードゥ県公式サイト （英語）
- ヴィリュップラム県公式サイト （英語）
- ヴィルドゥナガル県公式サイト （英語）
- ヴェールール県公式サイト （英語）
- カーンチプラム県公式サイト （英語）
- カダルール県公式サイト （英語）
- カルール県公式サイト （英語）
- カンニヤークマリ県公式サイト （英語）
- クリシュナギリ県公式サイト （英語）
- コーヤンブットゥール県公式サイト （英語）
- シヴァガンガイ県公式サイト （英語）
- セーラム県公式サイト （英語）
- タンジャーヴール県公式サイト （英語）
- ダルマプリ県公式サイト （英語）

- ティルヴァールール県公式サイト （英語）
- ティルヴァッルール県公式サイト （英語）
- ティルヴァンナーマライ県公式サイト （英語）
- ティルッチラーッパッリ県公式サイト （英語）
- ティルネルヴェーリ県公式サイト （英語）
- ティンドゥッカル県公式サイト （英語）
- テーニ県公式サイト （英語）
- トゥーットゥックディ県公式サイト （英語）
- ナーガッパッティナム県公式サイト （英語）
- ナーマッカル県公式サイト （英語）
- ニーラギリ県公式サイト （英語）
- プドゥッコーッタイ県公式サイト （英語）
- ペランバルール県公式サイト （英語）
- マドゥライ県公式サイト （英語）
- ラーマナータプラム県公式サイト （英語）

### 政令指定都市の公式サイト
- チェンナイ市公式サイト （英語）
- コーヤンブットゥール市公式サイト （英語）
- マドゥライ市公式サイト （英語）